# Maya Lin: A Strong Clear Vision
Maya Lin: A Strong Clear Vision ist ein US-amerikanischer Dokumentarfilm von Freida Lee Mock über die Architektin und Bildhauerin Maya Lin aus dem Jahr 1994. Der Film wurde 1995 als bester Dokumentarfilm mit einem Oscar ausgezeichnet.

## Inhalt
Der Film dokumentiert, wie die damals einundzwanzigjährige Yale-Studentin Maya Lin zunächst die Ausschreibung zur Gestaltung des Vietnam Veterans Memorial gewann und den folgenden politischen Widerstand gegen ihren Entwurf. Der Film folgt Lin auch bei ihrem Werk in den folgenden vierzehn Jahren.

## Rezeption
Roger Ebert merkte 1996 an, dass es unglücklich sei, dass man in dem Film sowenig sehe, wer Maya Lin sei. Man erfahre ein paar Fakten, etwa, dass ihre Eltern die einzigen asiatischen Amerikaner in der Stadt in Ohio waren, wo sie aufwuchs, oder, dass ihr Vater Dekan für Kunst am Oberlin College war. Man höre aber nicht von denjenigen, die sie gut kennen. Wenn sie zu sehen sei sehe man nur, dass sie eine komplexe Persönlichkeit sei. Ebert wies darauf hin, dass die Oscar-Auszeichnung davon überschattet sei, dass es das Jahr war, indem Hoop Dreams nicht nominiert wurde. Es sei nicht die beste Dokumentation des Jahres gewesen. Es sei aber eine verdienstvolle Dokumentation. Habe man mal das Vietnam Veterans Memorial gesehen, gebe der Film einem die Lust es wieder zu sehen. Habe man es noch nicht gesehen, mache der Film Lust es zu sehen.
Dennis Harvey äußerte in Variety, dass der Film ein Subjekt habe, dass charismatisch genug sei die vorstellungslose technische Routinebehandlung durch den Film zu überwinden.
Freida Lee Mock habe sich unklug dafür entschieden Lins Herkunft als Tochter sinoamerikanischer Eltern im Mittleren Westen erst in der Mitte des Films hastig zu erwähnen. So erscheine Lin rätselhafter als notwendig.

## Auszeichnungen
- Oscars 1995: Bester Dokumentarfilm[3]

- National Film Registry 2023: Aufnahme in die Liste der im National Film Registry verzeichneten Filme für die Darstellung der asiatisch-amerikanischen Erlebnisse[4]